# اعتبار (امور مالی)

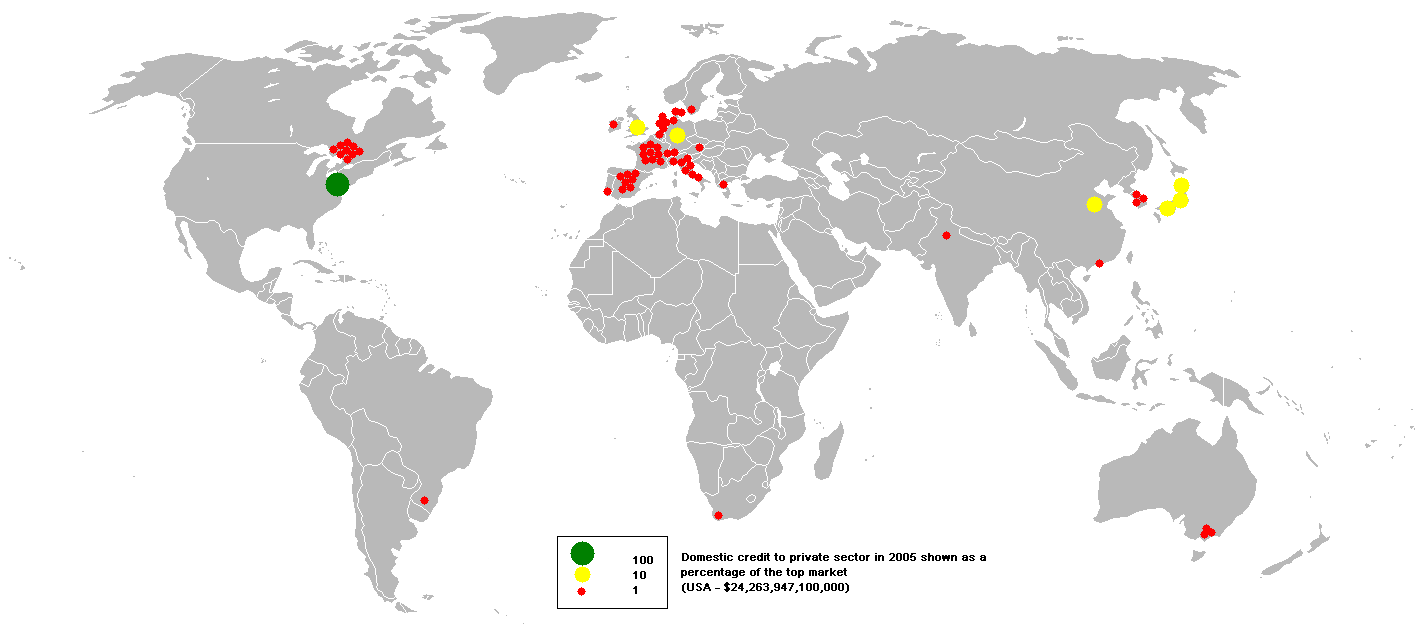
اعتبار داخلی به بخش خصوصی در سال ۲۰۰۵ میلادی.

اعتبار در حیطه امور مالی (انگلیسی: Credit)، اعطای حق تصرف یا استفاده از کالاها و خدمات است بدون پرداخت فوری برای آنها. اعتبار لزوماً نیازمند پول نیست. مفهوم اعتباری را می‌توان در اقتصادهای داد و ستد کالا و نیز، معاملات بر اساس تبادل مستقیم کالا و خدمات مشاهده کرد.
به‌طور کلی سه نوع اعتبار وجود دارد:
1. اعتبار مصرفی که رسمی یا به‌طور غیررسمی از سوی مغازهداران، مؤسسه‌های مالی و دیگران برای خرید کالاهای مصرفی در اختیار مردم عادی قرار می‌گیرد.
2. اعتبار تجاری که مثلاً عرضه‌کنندگان ماده اولیه به کارخانه‌داران و آنها نیز به عمده‌فروشان و خرده‌فروشان واگذار می‌کنند. در عمل تمام مبادلات در بخش‌های صنایع، خدمات و تجارت بر اساس اعتبار انجام می‌شود و بنگاه‌ها ممکن است بهره‌ای نیز برای تسویه‌حساب‌ها مثلاً در مدت مشخص بپردازند.
3. اعتبار بانکی یا وام و اضافه برداشت؛ که بانک‌ها در اختیار مشتریان خود قرار می‌دهند. اعتبار به تولیدکننده امکان پرکردن خلاء زمانی بین تولید و فروش کالا و به مصرف‌کننده امکان مصرف پیش از دریافت درآمد را می‌دهد. اعتبارات بانکی و غیربانکی بخشی از عرضه پول را تشکیل می‌دهند و از اهمیت اقتصادی بسیاری برخوردارند؛ بنابراین دولت‌ها به هنگام افزایش قیمت‌ها برای مهارِ رشد تقاضا به محدود کردن اعتبارات یا اعمال سیاست انقباض اعتبار روی می‌آورند.